# Staatsgreep in Haïti (2004)
Er vond een staatsgreep in Haïti plaats op 29 februari 2004 waarbij president Jean-Bertrand Aristide uit zijn ambt werd gezet. Dit gebeurde na een conflictsituatie die al begonnen was eind 2003.
Op 5 februari 2004 nam de rebellengroep Nationaal Revolutionair Front voor de Bevrijding en Wederopbouw van Haïti de controle over van Gonaïves, de op drie na grootste stad het land. Vervolgens braken ook in andere steden gevechten uit waarbij tientallen doden vielen. De rebellen onder leiding van Louis-Jodel Chamblain, een voormalig lid van een doodseskader, en Guy Philippe, een voormalig politiechef, veroverden op 22 februari de op een na grootste stad Cap-Haïtien en eind februari belegerden ze de hoofdstad Port-au-Prince.
In de ochtend van 29 februari nam Aristide onder controversiële omstandigheden en onder druk van Frankrijk en de Verenigde Staten ontslag en werd hij door Amerikaanse militairen/beveiligingspersoneel van Haïti overgevlogen naar de Centraal-Afrikaanse Republiek. Vervolgens vestigde hij zich in Zuid-Afrika waar hij politiek asiel kreeg.
Aristide beweerde achteraf dat hij was ontvoerd door Amerikaanse troepen en beschuldigde hen ervan een staatsgreep tegen hem te hebben georkestreerd, een claim die door Amerikaanse functionarissen werd ontkend.
Na het vertrek van Aristide werd een interim-regering geïnstalleerd onder leiding van premier Gérard Latortue en president Boniface Alexandre. Vanaf 1 maart werd een multinationale troepenmacht van 3.600 man ontplooid met een mandaat van de VN-Veiligheidsraad om de orde en veiligheid te herstellen en de rebellengroepen te ontwapenen.